# Outlaw Country
Outlaw Country (no Brasil, Região Fora da Lei e em Portugal, Cidade Sem Regras) é o episódio piloto de uma séria televisiva de mesmo nome, produzida pela FX estadunidense em 2012.

## Tema e produção
O projeto denominado "Outlaw Country" foi criado por Rachel Abramowitz baseando-se numa série do gênero ação e drama, onde duas famílias seriam o foco do tema. Ambientado no mundo musical da cidade de Nashville (capital da música country), uma das famílias é de criminosos e a outra de cantoras. Nos episódios escritos, integrantes destas duas famílias envolvem-se, criando disputas passionais ou revivendo antigas desavenças do passado.
O filme piloto foi dirigido por Adam Arkin e Michael Dinner e contou com os atores Haley Bennett, Luke Grimes, John Hawkes, John-Paul Howard, Frank Hoyt Taylor, Mary Steenburgen e Michael Rooker no elenco principal, sendo rodado no segundo semestre de 2011.

## Recusa do projeto e telefilme
Em abril de 2012, executivos da FX solicitaram que algumas cenas do piloto fossem refilmadas. Para as novas cenas, foi contratado o diretor Adam Arkin e mesmo com a refilmagem, estes executivos não aprovaram o projeto, pois alegaram que a produção tinha um visual muito parecido com Justified, também da FX.
O projeto e o episódio piloto ficaram engavetados por anos até que em 2016, a FX resolveu, numa ação incomum, transformar este piloto num telefilme, e com isto, avaliar a reativação do projeto, justamente quando a séria Justified já tinha acabado.
Colocado na grade de programação como tapa buraco no horário noturno, o telefilme, com pouco mais de 85 minutos de exibição, não surtiu o efeito esperado pelos criadores do projeto. Mesmo assim, Outlaw Country foi distribuído como um telefilme. No Brasil, foi exibido por canal aberto pela Rede Globo em fevereiro de 2018.

## Elenco principal

Mary Steenburgen como Anastasia Lee
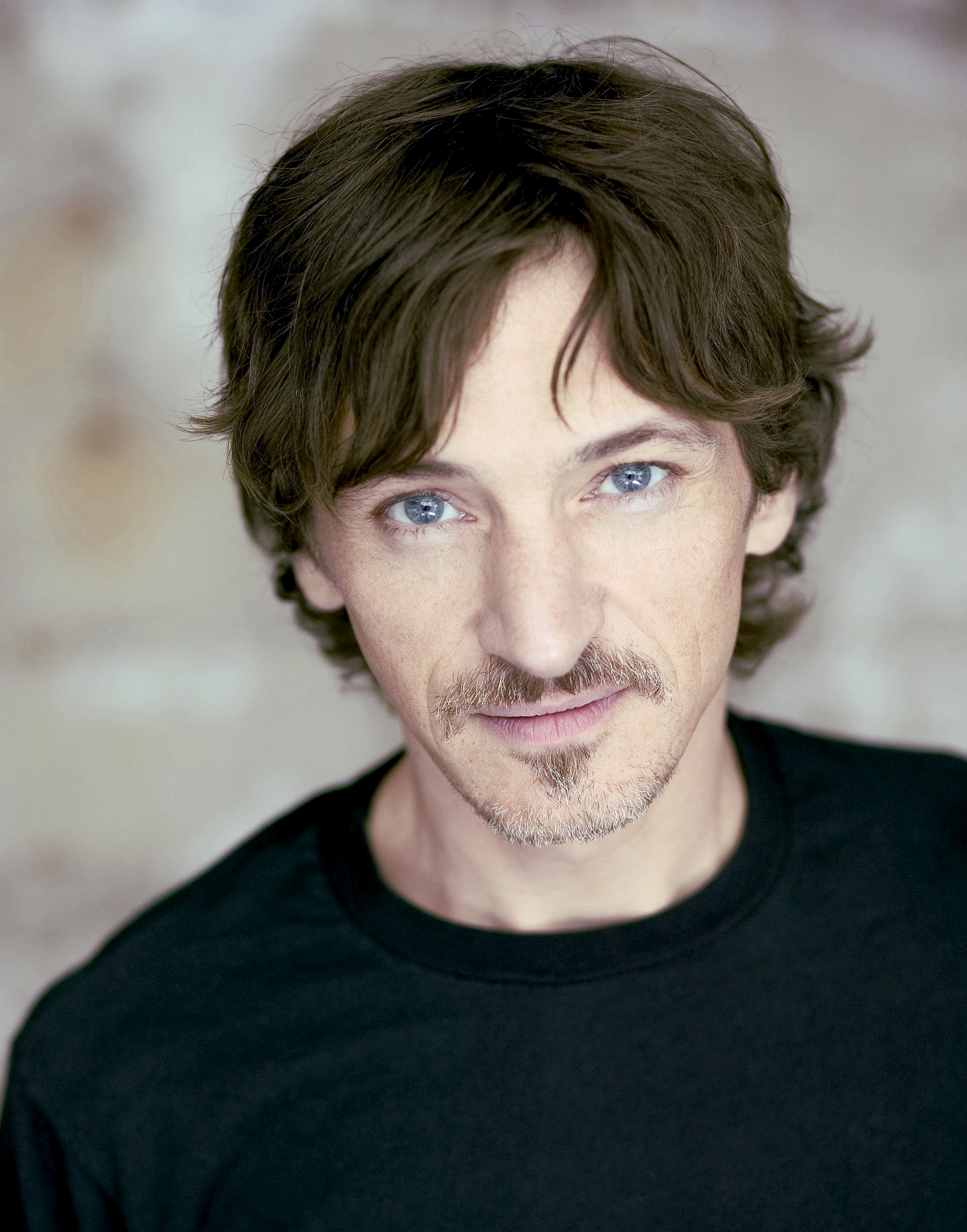
John Hawkescomo Tarzen Larkin
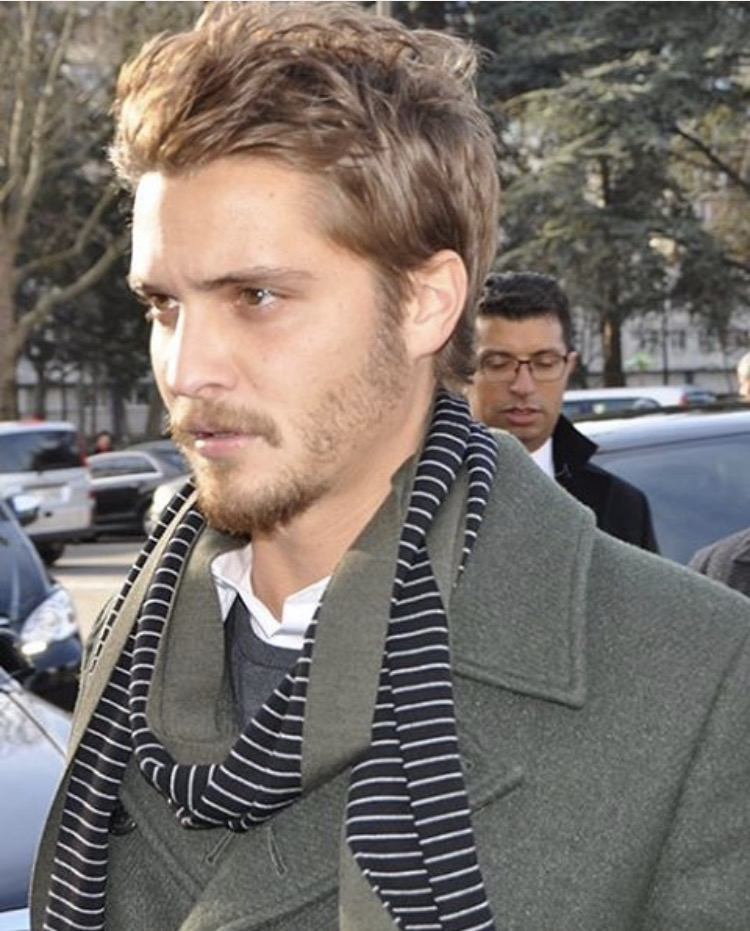
Luke Grimes como Eli Larkin